# شان پایفروم
شان پایفروم (انگلیسی: Shawn Pyfrom؛ زادهٔ ۱۶ اوت ۱۹۸۶) هنرپیشه اهل ایالات متحده آمریکا است.
از فیلم‌ها یا برنامه‌های تلویزیونی که وی در آن نقش داشته‌است می‌توان به سگ پشمالو، سی‌اس‌آی: میامی، تنر هال و به دیگری نیکی کن اشاره کرد.